# Philonotis buckii
Philonotis buckii là một loài rêu trong họ Bartramiaceae. Loài này được D.G. Griffin mô tả khoa học đầu tiên năm 1991.